# Giovanna Rossi-Caccia
Pour les articles homonymes, voir Rossi et Caccia.
Giovanna Rossi-Caccia (16 décembre 1818 - 11 juin 1892) est une chanteuse lyrique et soprano d’origine catalane et italienne.

## Biographie
Baptisée dans la basilique Santa Maria del Pi à Barcelone, elle est la fille de Juan Nash, capitaine d’infanterie et de Mariana Rossi, l’une des principales voix du Teatre Principal de la ville.
À l’âge de dix ans, Giovanna déménage à Paris avec sa mère qui l'initie à l'opéra italien. Elle commence des études de chant dirigée notamment par le ténor d'opéra italien Giulio Marco Bordogni.
Bien qu'elle ait reçu le nom catalan de Manuela Juana y Joquina, elle choisit finalement comme nom de scène celui de Giovanna Rossi-Caccia. Caccia étant le nom de famille de son mari, un sculpteur italien qu’elle aurait épousé à Milan.

## Carrière professionnelle
À Paris, Giovanna Rossi-Caccia se produit aux côtés du ténor Giovanni Battista Rubini et du chanteur d'opéra italien Antonio Tamburini.
Le 10 août 1836, elle incarne Anna dans La dame blanche de François-Adrien Boieldieu au Théâtre national de l'Opéra-Comique de Paris.
En 1840, elle fait ses débuts à La Scala de Milan en interprétant Imogene dans Il pirata ou Le Pirate, un opera seria en deux actes de Vincenzo Bellini. De retour en France, elle retrouve les planches du Théâtre national de l'Opéra-Comique dans la peau du personnage masculin Carlo Broschi, pour les besoins de l’opéra-comique La Part du diable de Daniel-François-Esprit Auber sur un livret d'Eugène Scribe. La première représentation a lieu le 16 janvier 1843.
Elle et la première soprano à se produire sur la scène du Grand théâtre du Liceu à Barcelone le 17 avril 1847 pour Anna Bolena, un opera seria en deux actes de Gaetano Donizetti. Engagée comme sociétaire, elle réalise une centaine de prestations le long de trois saisons pour le théâtre.
En 1853, la chanteuse lyrique investit le Teatro San Carlo de Lisbonne, où elle apparaît dans les opéras Lucrezia Borgia, Linda di Chamounix et Anna Bolena de Gaetano Donizetti, dans I martiri ou Les Martyrs inspiré de l’œuvre de François-René de Chateaubriand et pour Mignon par le compositeur français Ambroise Thomas.